# Oeververbinding
Een oeververbinding is een middel om van de ene oever van een water (meestal een rivier of kanaal) naar de andere te komen. Een oeververbinding kan een vaste verbinding zijn (een kunstwerk), of een veerdienst.
- Vaste oeververbindingen zijn:
  - bruggen;
  - tunnels.
- Overig:
  - veerponten;
  - pontonbrugen.

Een andere mogelijkheid is voor kleinere beken een wad of voorde, een doorwaadbare plaats, die bij niet al te hoge waterstand te voet, met vee of met een voertuig kan worden overgestoken. In het verleden was dat ook mogelijk voor bredere rivieren, maar door de kanalisering van de waterlopen worden op die plaatsen nu meestal vaste oeververbindingen voorzien.
In het Oudnederlands werd een voorde ook wel drecht genoemd, waarschijnlijk verbastering van het Latijnse trajectum. Plaatsnamen met drecht (of tricht) in de naam hebben die meestal te danken aan de nabijheid van een dergelijke doorwaadbare plaats, zoals, Barendrecht, Sliedrecht, Maastricht en Zwijndrecht.